# Les Gnoufs-Gnoufs
Les Gnoufs-Gnoufs, auch Dîner oder Ronde des Gnoufs-Gnoufs, war eine 1858 gegründete Pariser Künstlervereinigung der Autoren und Schauspieler des Théâtre du Palais-Royal. Weiterhin standen die Gnoufs-Gnoufs in der Tradition der Goguette.

## Geschichte
Der Name leitete sich von der Operette Le punch Grassot von Eugène Grangé und Alfred Delacour ab, in der Paul Grassot in seiner Rolle Grunzlaute (gnouf, gnouf) von sich gab.
Unter Führung von Paul Grassot wurden regelmäßig Arbeitsessen, im damals legendären Restaurant Le Brébant, veranstaltet. Je nach Anlass, ernsterer oder heiterer Natur, wurden die Treffen gnouf-gnouf de Coblenz oder gnouf-gnouf de Pologne genannt. Frauen waren dabei, wegen ihrer Koketterie und der möglichen Rivalitäten, was andere Künstlervereinigungen in die Auflösung getrieben hatte, ausgeschlossen. 
Nach dem Dessert wurde regelmäßig, für das ganze Lokal, gesungen. Die Künstler verfassten dabei meist speziell für den Anlass passende Lieder, die dann zum Vortrag kamen. Das Restaurant bot deshalb den Gnoufs-Gnoufs die Menüs zu einem Vorzugspreis an, da die Gesangsdarbietungen der bekannten und populären Künstler, großen Zulauf brachten und so die Veranstaltung zum Stadtgespräch wurde. Da die Lieder nicht nur Volksunterhaltung waren, sondern auch oft offene Kritik an der Politik übten, standen die Gnoufs-Gnoufs, wie andere Künstlergruppen auch, unter Beobachtung.
Die Dîners wurden, mit gleichbleibendem Erfolg, bis 1869 fortgeführt.

## Trivia
Obwohl bei den Gnoufs-Gnoufs keine Frauen zugelassen waren, wurde Virginie Déjazet zu einem Treffen eingeladen. Sie erschien in einem vornehmen Herrenanzug einschließlich förmlicher Krawatte. Nach dem Dessert gab auch sie ein Ständchen zum Besten.
Der später sehr bekannte Cocktail Punch de Grassot wurde anlässlich der Treffen erfunden.

## Berühmte Mitglieder

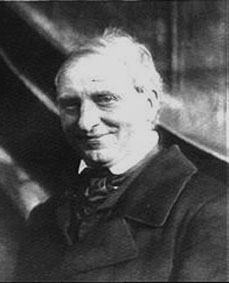
Hyacinthe
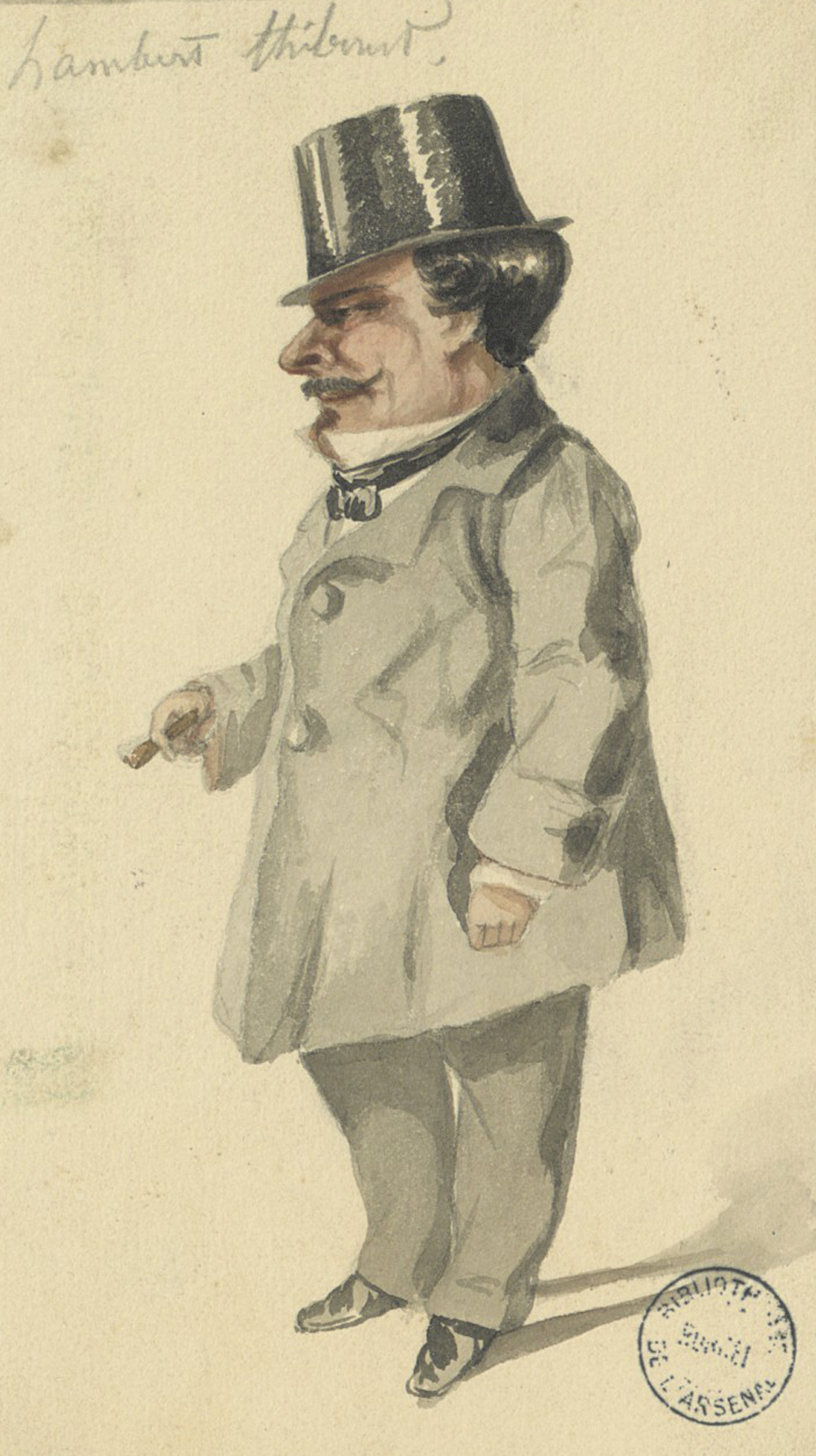
Lambert-Thiboust
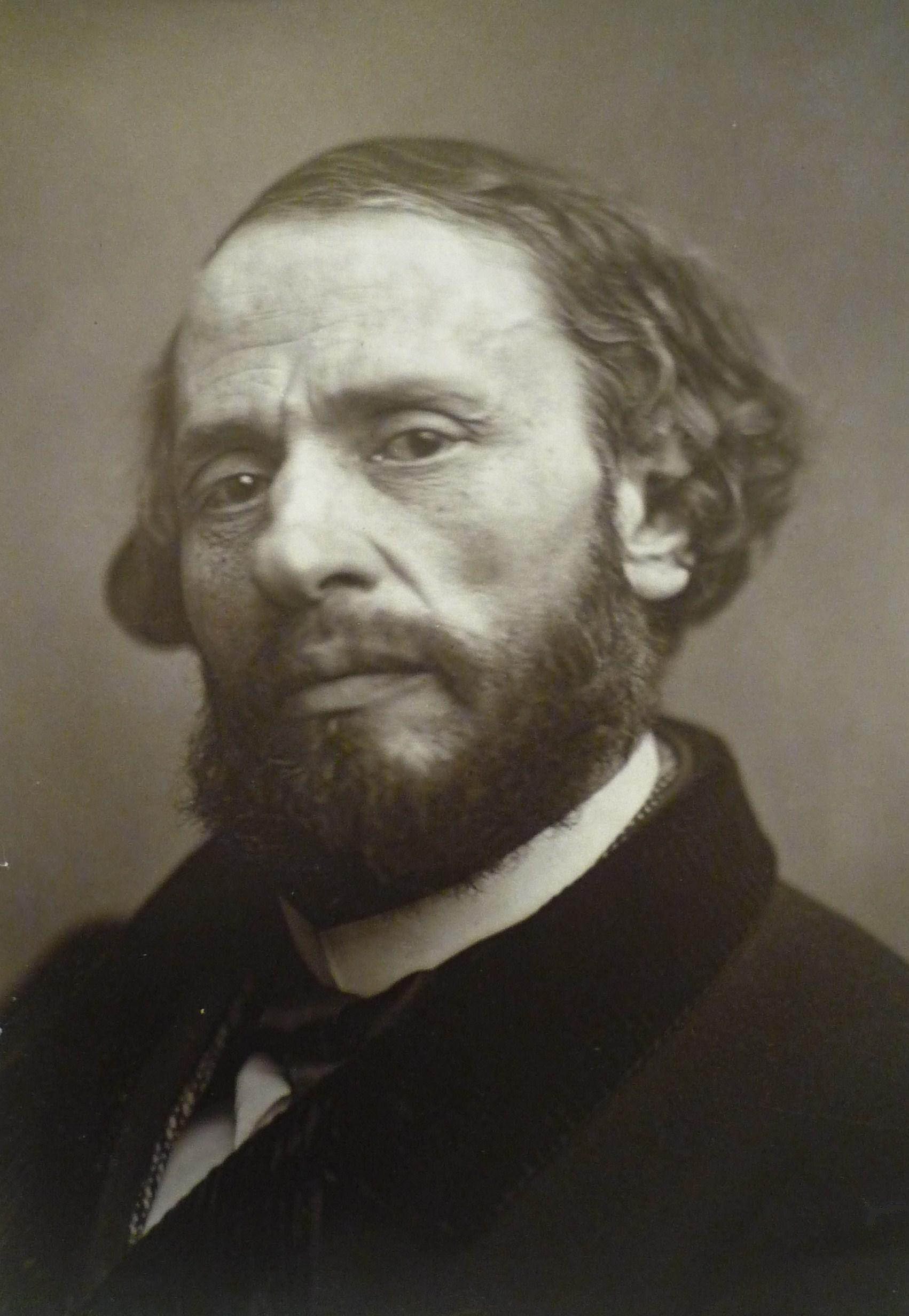
Eugène Grangé
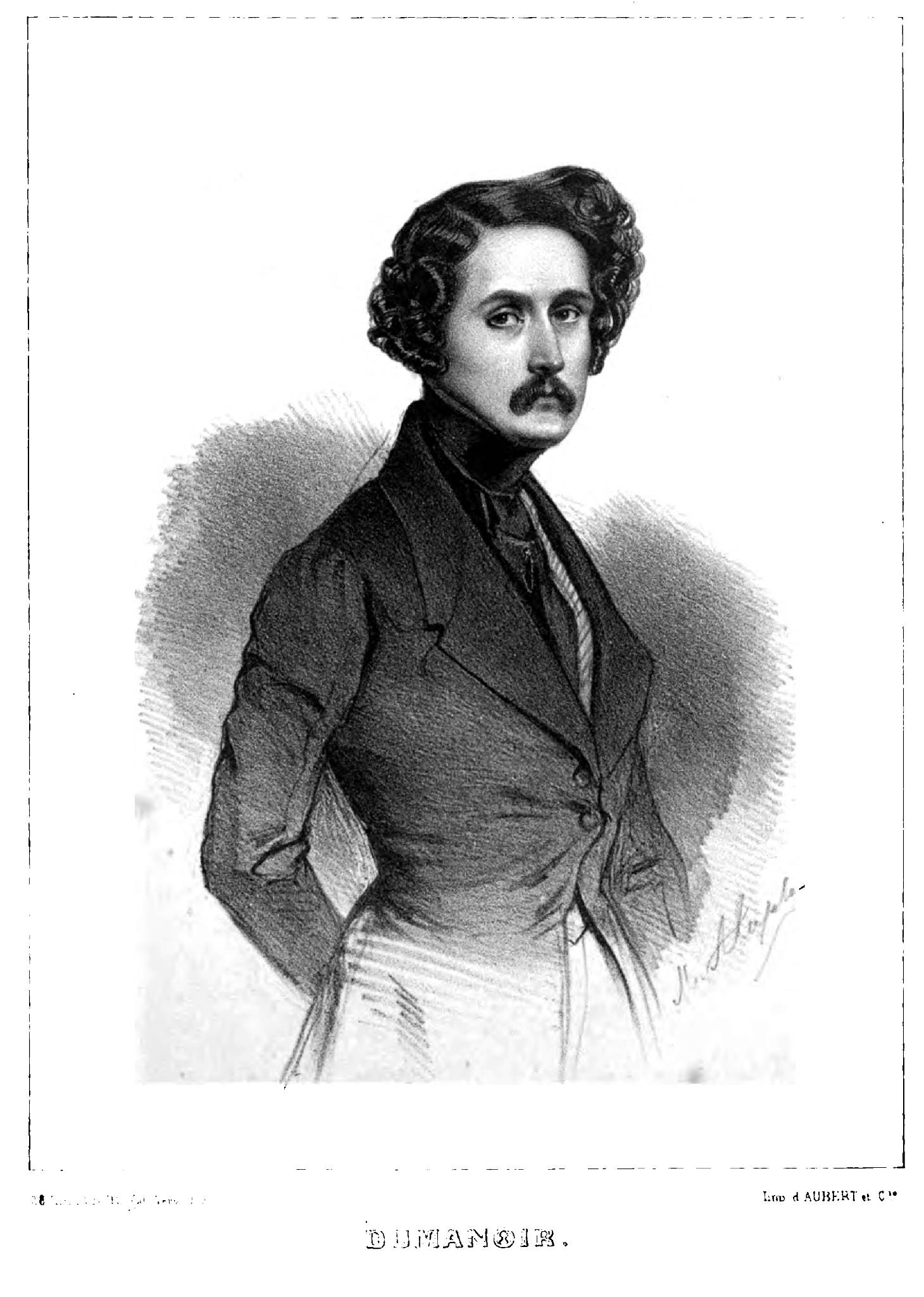
Philippe Dumanoir
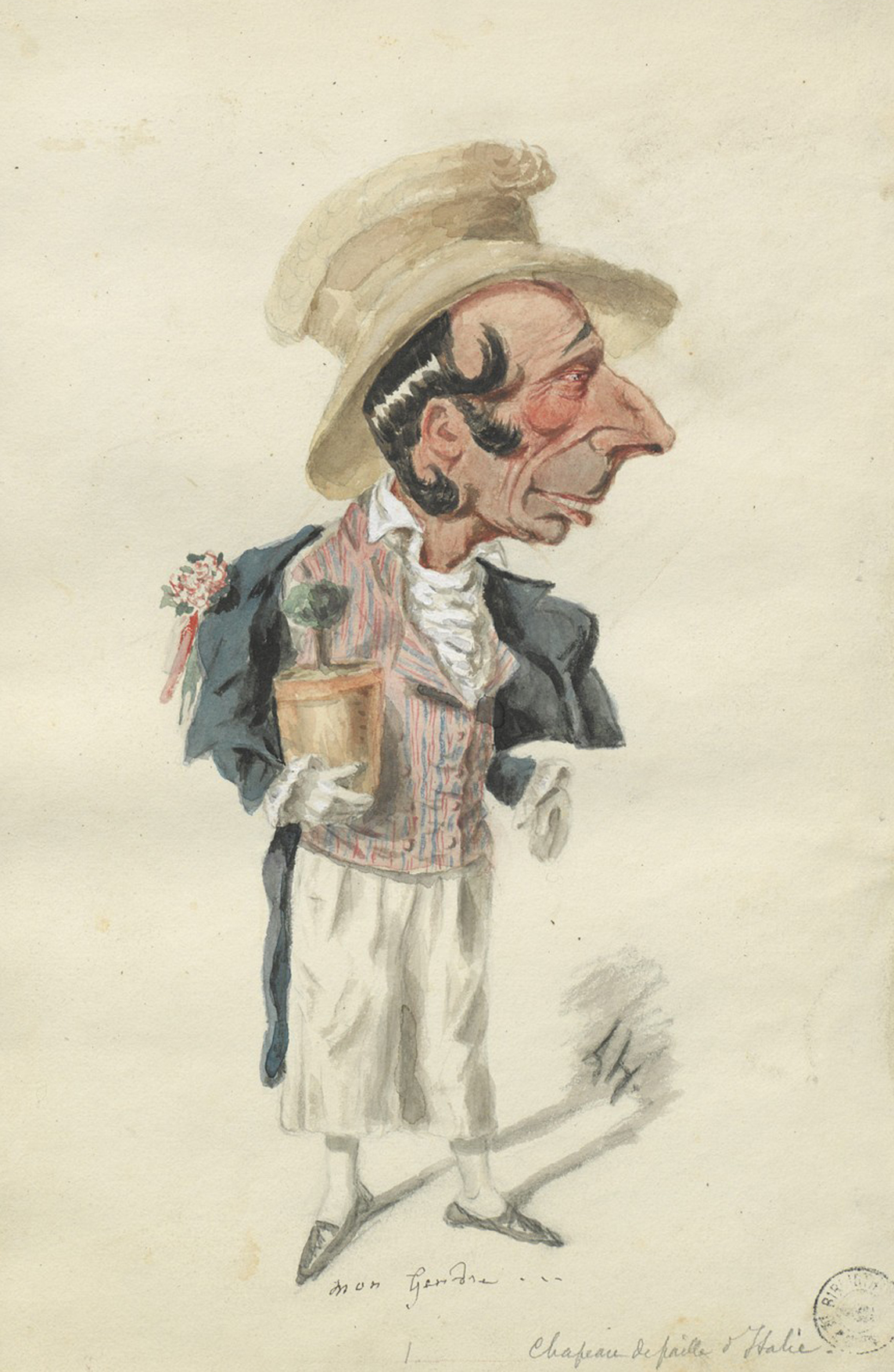
Paul Grassot
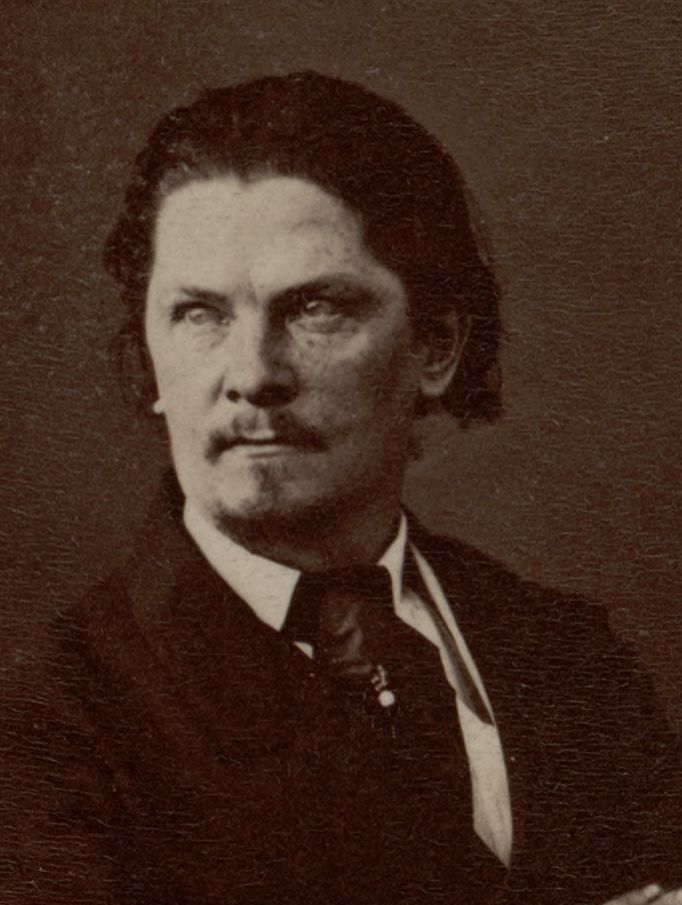
Alexandre Flan
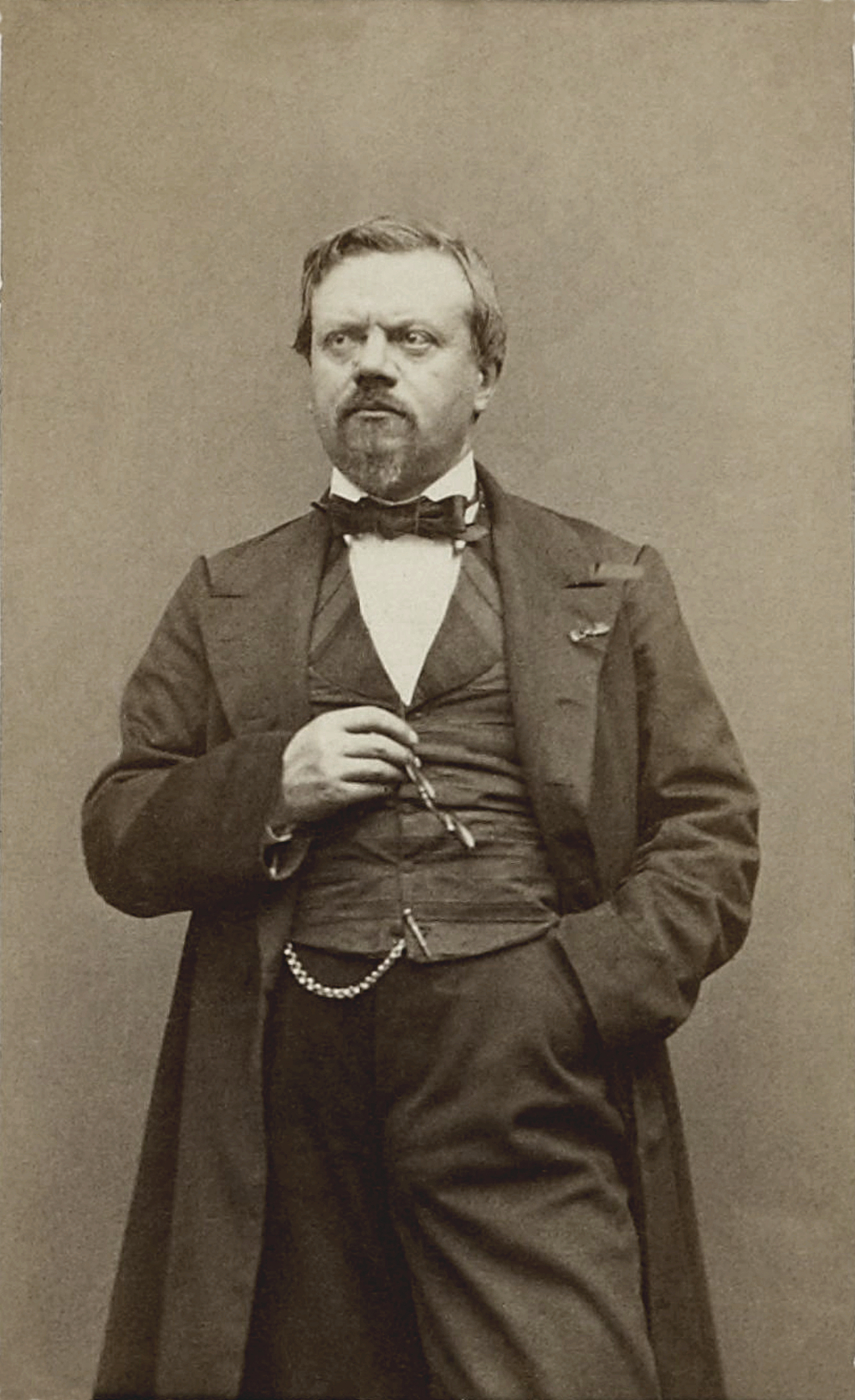
Louis François Clairville
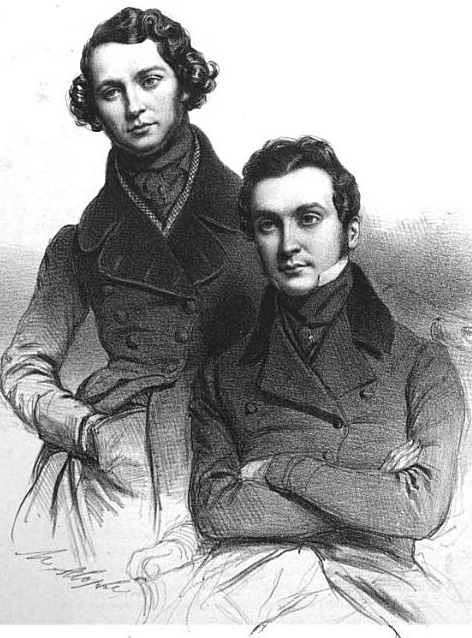
Die Brüder Cogniard
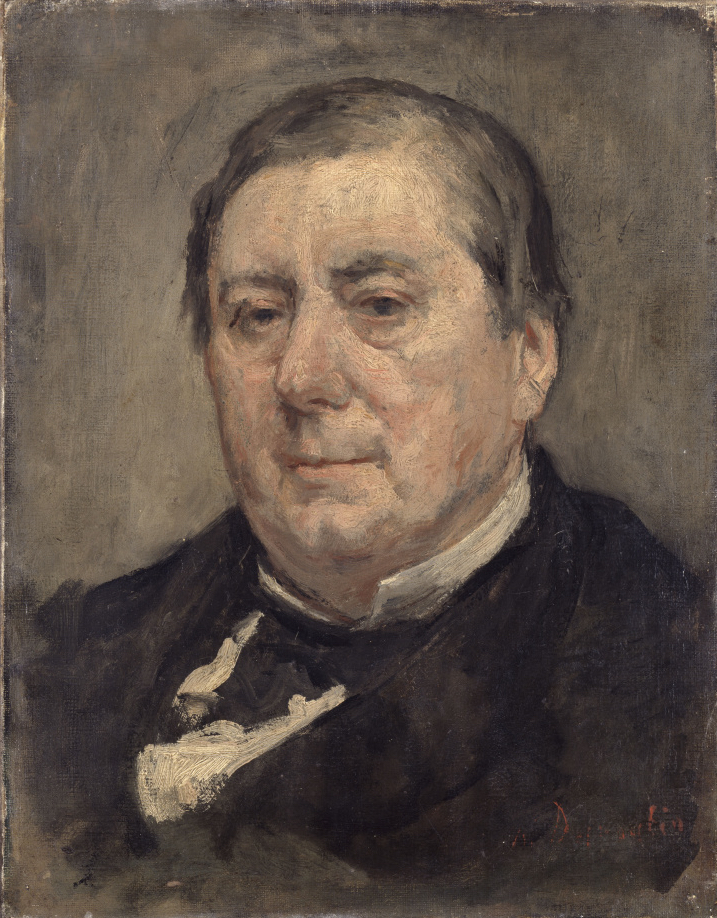
Eugène Labiche